# ژاندو فوکس
ژاندو فوکس (انگلیسی: Jeando Fuchs؛ زادهٔ ۱۱ اکتبر ۱۹۹۷) بازیکن فوتبال اهل کامرون است.
از باشگاه‌هایی که در آن بازی کرده‌است می‌توان به باشگاه فوتبال سوشو اشاره کرد.
وی همچنین در تیم‌های ملی فوتبال زیر ۱۹ سال فرانسه، زیر ۲۰ سال فرانسه، و کامرون بازی کرده‌است.